# Ha-Madfis ha-Memszalti
Ha-Madfis ha-Memszalti (hebr. המדפיס הממשלתי, pol. „Drukarnia Rządowa”) – jednostka pomocnicza Ministerstwa Finansów Izraela zajmująca się bezpośrednimi lub pośrednimi usługami drukarskimi na rzecz ministerstw, instytucji rządowych, Knesetu. Utrzymanie i wydatki Drukarni Rządowej pokrywane są nie z budżetu państwa, lecz z dochodów ministerstw lub innych podmiotów zlecających.

## Działalność
Drukarnia Rządowa jest jednostką pomocniczą Ministerstwa Finansów. Swoje zadania wykonuje bezpośrednio w rządowych drukarniach lub też poprzez kontrakty z zewnętrznymi podwykonawcami. Drukarnia wykonuje zlecenia ministerstw, instytucji rządowych, służb mundurowych, Knesetu, a w szczególności:
- zajmuje się produkcją dowodów osobistych,
- drukuje paszporty,
- drukuje egzaminy maturalne,
- drukuje raporty rządowe, okólniki, rozporządzenia, ustawodawstwo Knesetu,
- drukuje znaczki,
- drukuje koperty i karty wyborcze na potrzeby wyborów lokalnych i ogólnokrajowych.

Mimo że Drukarnia Rządowa jest jednostką w ramach ministerstwa, to fundusze na jej utrzymanie nie są wydzielane z budżetu państwa. Wydatki Drukarni Rządowej są pokrywane z przychodów organów i instytucji zlecających druk. Raport z działalności drukarni z 2017 roku wykazał, że jednostka co roku zamykała swój budżet z nadwyżką. Zyski netto stanowiły 20% wszystkich przychodów.
Drukarnia Rządowa zajmuje się pracami nad zabezpieczeniami swoich wydruków, w tym certyfikatami biometrycznymi i pracami poligraficznymi. Mimo swojej nazwy nie prowadzi jednak druku izraelskich banknotów. Czynność ta zlecona jest podmiotom zagranicznym.
Izraelskie prawo zobowiązuje ministerstwa oraz instytucje rządowe do zlecania prac drukarskich wyłącznie Drukarni Rządowej, z wyjątkiem zleceń do 50 000 szekli.

## Historia
Decyzja o budowie budynku w Jerozolimie, który miałby spełniać funkcje drukarni i mennicy, zapadła w 1925 roku, a już w następnym zaczęto fazę planowania przestrzennego. Władze mandatowe postanowiły ulokować przyszłą siedzibę The Mandate Government Printing Press koło stacji kolejowej, aby ułatwić rozładunek maszyn drukarskich, menniczych, a w przyszłości materiałów niezbędnych do pracy drukarni. Budowę obiektu rozpoczęto w 1934 roku i trwała rok. W okresie Mandatu Palestyny The Mandate Government Printing Press wykonywała prace dla ministerstw i władz mandatowych, drukowała znaczki, papiery wartościowe, dokumenty, wybijała także monety (w tym srebrne i okolicznościowe) i medale.
W trakcie wojny o niepodległość (1948) budynek The Mandate Government Printing Press został zdobyty przez Haganę. Wówczas drukowano tam dokumenty organizacji, przepustki oraz pozwolenia na pracę i podróż. 16 maja 1948 roku utworzono Drukarnię Rządową podległą wówczas urzędowi premiera. Szefem Drukarni Rządowej został Sza’ul Golan. Część maszyn przeniesiono do rządowej dzielnicy Ha-Kirja. Tam wykonywano znaczną część prac zlecanych przez rząd: druk znaczków, publikacji rządowych, czeków bankowych, obligacji, dokumentów, paszportów, certyfikatów, egzaminów i produkcja kart telefonicznych. W ramach Drukarni Rządowej wydzielono wówczas osobny pion pracujący na rzecz Policji Izraela i Armii Obrony Izraela.
W ramach Drukarni Rządowej łącznie funkcjonowały cztery piony: główny w Ha-Kirji (od 1948), w Jafie (od 1948, druk arabskojęzycznych dokumentów i gazet), w Jerozolimie (od 1950, druk dokumentów i ustaw Knesetu), w Hajfie (od 1950). W 1954 roku w Tel Awiwie, w ramach struktury Drukarni Rządowej, powstał wydział zajmujący się wybijaniem monet (hebr. המיטבעה הממשלתית, dosł. Mennica Rządowa). W 1966 roku mennicę przeniesiono z Tel Awiwu do Jerozolimy. Drukarnia Rządowa zajmowała się wybijaniem monet kolekcjonerskich, obiegowych i okolicznościowych do czasu przekazania tej czynności do Israel Coins and Medals Corporation.
W 1953 roku zmieniono podległość Drukarni Rządowej. Od tej pory wchodzi w struktury Ministerstwa Finansów.